# Тузлукушевский сельсовет (Чекмагушевский район)
Тузлукушевский сельсовет — муниципальное образование в Чекмагушевском районе Башкортостана.
Согласно «Закону о границах, статусе и административных центрах муниципальных образований в Республике Башкортостан» имеет статус сельского поселения.

## Состав
с. Тузлукушево,
д. Кашаково,
с. Сыйрышбашево,
с. Таскаклы,
д. Чуртанбашево,
с. Каразириково,
с. Каргалы,
д. Новокаразириково.

## Население
| 2002  | 2009  | 2010  | 2012  | 2013  | 2014  | 2015  |
| ----- | ----- | ----- | ----- | ----- | ----- | ----- |
| 2340  | ↘2157 | ↘1989 | ↘1890 | ↘1862 | ↘1811 | ↘1738 |
| 2016  | 2017  | 2018  |       |       |       |       |
| ↘1725 | ↘1683 | ↗1688 |       |       |       |       |